# Scambus subtilis
Scambus subtilis är en stekelart som beskrevs av Walley 1960. Scambus subtilis ingår i släktet Scambus och familjen brokparasitsteklar. Inga underarter finns listade i Catalogue of Life.